# Suda

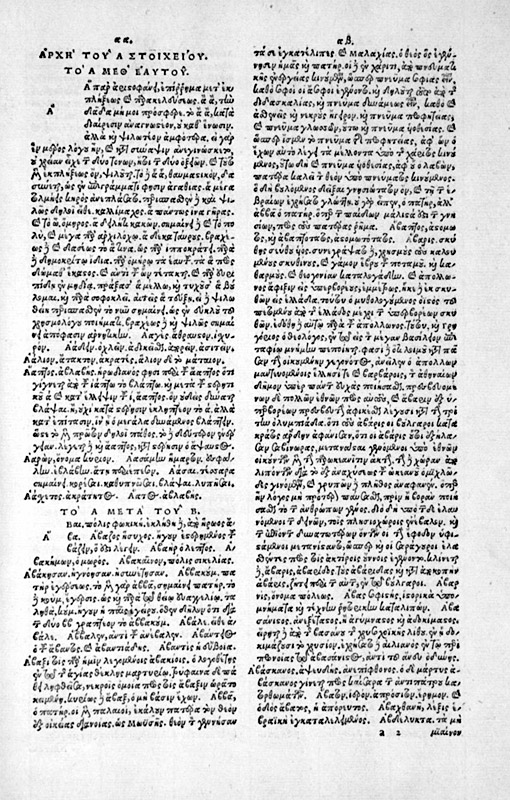
Exempelsida ur en tidig tryckt utgåva av Suda från 1400-1500-talet

Suda (grekiska: Σοῦδα) är en bysantinsk encyklopedi på grekiska från omkring 900-talet. Den innehåller åtskilliga citat från antika författare, somliga vilkas verk gått förlorade. Suda är strukturerat i form av omkring 30 000 uppslagsord, alfabetiskt ordnade. Bland annat på grund av redogörelsen för världens historia i artikeln "Adam", måste dess anonyme författare ha varit kristen.